# Wått's dö madderfakking diil?
Wått's dö maddefakking diil? (även förtkortad W.D.M.D.) gavs ut 2002 och är Timbuktus andra studioalbum.

## Spårlista
| Spår | Titel               | Producent/er | Medverkande Gäst/er | Tid   |
| ---- | ------------------- | ------------ | ------------------- | ----- |
| 1    | Gäss jaal           | Breakmecanix |                     | 02:37 |
| 2    | Miccheck            | Breakmecanix |                     | 04:00 |
| 3    | Alla vet            | Breakmecanix |                     | 04:00 |
| 4    | Gott folk           | Breakmecanix |                     | 03:47 |
| 5    | Kom närmre          | Breakmecanix |                     | 04:00 |
| 6    | DJ Amato            | Breakmecanix |                     | 00:55 |
| 7    | Wåtts dö diil       | Breakmecanix |                     | 02:57 |
| 8    | Legalisera          | Breakmecanix | Kekke Kulcha        | 05:21 |
| 9    | Jubba [M.I.S]       | Breakmecanix |                     | 03:24 |
| 10   | Vin, kvinnor o sång | Breakmecanix | Supreme & Masayah   | 04:37 |
| 11   | Hjälp dä brinner    | Breakmecanix | Promoe              | 05:07 |
| 12   | Över, över, övfer   | Breakmecanix | Spotrunnaz          | 04:05 |
| 13   | Jag drar            | Breakmecanix |                     | 03:54 |
| 14   | Ljudet av…          | Breakmecanix |                     | 08:24 |